# 코리안카 킬처
코리안카 킬처(Q'orianka Kilcher, 1990년 2월 11일 ~ )는 미국의 배우, 가수, 사회운동가이다.

## 영화
- 그린치
- 뉴 월드
- 몬태나
- 도라와 잃어버린 황금의 도시

## 텔레비전
- 썬즈 오브 아나키
- 피터팬: 전설의 시작
- 킬링
- 롱마이어
- 에일리어니스트